# Plantago arborescens
Plantago arborescens é uma espécie de planta com flor pertencente à família Plantaginaceae. 
A autoridade científica da espécie é Poir., tendo sido publicada em Encycl. (J. Lamarck & al.) 5: 389. 1804.

## Portugal
Trata-se de uma espécie presente no território português, nomeadamente os seguintes táxones infraespecíficos:
- Plantago arborescens subsp. maderensis - presente no Arquipélago da Madeira. Em termos de naturalidade é endémica da região Macaronésia. Não se encontra protegida por legislação portuguesa ou da Comunidade Europeia.